# Effet « Les femmes sont formidables »
L'effet « les femmes sont formidables » est un phénomène de psychologie sociale[réf. nécessaire] qui suggère que les individus attribuent des qualités plus importantes aux femmes qu'aux hommes. Ce biais émotionnel est favorable aux femmes. L'expression est attribuée à Alice Eagly et Antonio Mladinic[réf. nécessaire] en 1994 qui ont observé que les participants, hommes et femmes, attribuaient davantage de traits positifs aux femmes. Ce biais est observé chez les deux sexes, mais est plus prononcé chez les femmes.
Les auteurs proposent que le caractère maternel de la femme explique le biais inconscient en faveur des femmes. L'expérience relève des théories du sexisme bienveillant et du sexisme ambivalent.

## Contexte
L'article scientifique publié en 1994 par Alice Eagly et Antonio Mladinic cherchait à observer l'existence d'un préjugé contre les femmes. En effet, les recherches menées sur le sujet n'avaient pas réussi prouver un tel préjugé. Des recherches préliminaires effectuées entre 1989 et 1993, réalisées à l'aide de questionnaires remplis par des étudiants américains [Quoi ?].
En 1989, 203 étudiants en psychologie de l'Université de Purdue ont rempli des questionnaires par groupes de 20 pour lesquels ils devaient estimer des sujets masculins et féminins. Les résultats présentent une attitude favorable aux femmes et aux stéréotypes féminins.
En 1991, 324 étudiants en psychologie de l'Université de Purdue ont rempli des questionnaires par groupes de 20 pour lesquels ils devaient estimer des sujets masculins et féminins. Ils devaient évaluer des catégories sociales d'hommes et de femmes, décrivant les traits et attentes de chaque genre par le biais d'entretiens, d'associations émotionnelles et de méthode de réponse libre. Les femmes étaient mieux notées que les hommes par rapport aux attitudes et à la crédibilité mais pas par rapport aux émotions.

## Biais endogroupe
Les chercheurs Rudman et Goodwin ont mené une recherche sur les biais de genre en 2004 qui met en évidence les préférences de genre sans demander explicitement aux participants. Les sujets, à Purdue et Rutgers ont participé à des experiences sur ordinateur mesurant leur vitesse de classification des attributs de chaque genre comme positifs ou négatifs. L'objectif de l'expérience était de découvrir si les sujets associaient des mots positifs (bon, joyeux, soleil) avec les femmes et des mots négatifs (mauvais, problème, douleur) avec les hommes.
Le résultat de cette étude montre que bien qu'hommes et femmes ont une opinion favorable sur les femmes, le biais endogroupe des femmes est 4,5 fois plus important que pour les hommes. De plus, seules les femmes montrent un équilibre cognitif pour les préjugés, l'identité et l'estime de soi au sein de leur groupe, alors que les hommes ne disposent pas d'un mécanisme de préférence automatique pour leur propre genre.
D'autres expériences de la même étude montrent que les individus préfèrent systématiquement leur mère à leur père, ou associent le genre masculin à la notion de violence et d’agression. Les chercheurs expliquent ce résultat par le lien maternel et l'intimidation face au père.
Enfin, l'étude a aussi mis en évidence que les participants ayant un grand attrait pour la sexualité ont un biais exogroupe plus grand, quel que soit leur genre.

## Controverses et critiques
Certains auteurs[Lesquels ?] ont affirmé que l'effet « les femmes sont formidables » s'applique surtout lorsque les femmes restent dans leur rôle de genre traditionnel (être une mère au foyer, travailler avec des enfants). D'autres auteurs ont suggéré que l'effet « les femmes sont formidables » s'appliquerait aussi dans les rôles de genre non-traditionnels.
Plusieurs chercheurs[Lesquels ?] ont proposé de remplacer l'expression "les femmes sont formidables" par "les femmes sont formidables quand", où "quand" signifie que les femmes ne sont pas responsables,.